# Звёздные войны (комикс, 1994)
«Звёздные войны» — российский комикс 1994 года, созданный по мотивам кинофильма «Звёздные войны. Эпизод IV: Новая надежда». Издан в Санкт-Петербурге тиражом в 20 000 экземпляров без лицензии Lucasfilm. Является первой графической новеллой по вселенной «Звёздных войн», выпущенной на территории России и бывшего СССР и первой, изданной на русском языке; оставалась единственной на протяжении нескольких лет.

## Сюжет
Согласно информации издателя, комикс создан «по мотивам популярного издания „Звёздные войны“»; фактически сюжет произведения представляет собой сжатый и обобщённый пересказ ключевых сцен оригинального фильма, достаточно точно следующий сюжетной канве. Оригинальные имена и названия при пересказе сохранены.

## Художественные особенности
Композиция иллюстраций комикса соответствует взятым за основу сценам «Новой надежды». Стилистическое соответствие иллюстраций комикса первоисточнику достаточно условное: при общей узнаваемости сцен оные изобилуют ошибками и неточностями в деталях, значительное количество стилистических элементов придуманы художником (к примеру, Чубакка изображён одетым в жилет и камуфляжные брюки).
Первая страница обложки комикса содержит пасхальное яйцо: при внимательном рассмотрении хорошо заметно, что изображённый на ней пилот X-wing'а имеет портретное сходство с Ю. А. Гагариным.

## Культурное влияние

### В коллекционировании
В настоящее время издание является очень большой редкостью и ценится среди фанатов вселенной и коллекционеров.

### Сноски
1. ↑  Среди указанной на второй странице обложки информации об издании сведения об авторских правах Lucasfilm отсутствуют

## Информация об издании
- Звёздные войны / худ. В. С. Запаренко, под ред. В. В. Дмитриева. — СПб.: Стайл, 1994. — 20 с. — 20 000 экз. — ISBN 5-87602-008-7..